# The Fable of the Through Train
The Fable of the Through Train è un cortometraggio muto del 1915 diretto da Richard Foster Baker.
Il soggetto è tratto da una storia dello scrittore e commediografo George Ade.

## Produzione
Il film fu prodotto dalla Essanay Film Manufacturing Company.

## Distribuzione
Distribuito dalla General Film Company, il film - un cortometraggio di una bobina - uscì nelle sale cinematografiche USA il  25 settembre 1925.